# ورنر لیزا
ورنر لیزا (به آلمانی: Werner Lihsa) دروازه‌بان فوتبال اهل آلمان شرقی بود که از سال ۱۹۷۲ میلادی عضو تیم ملی فوتبال آلمان شرقی بوده‌است. وی در ۱ بازی ملی حضور داشته و در بازی‌های ملی‌اش گلی به ثمر نرساند. ورنر لیزا آخرین بازی ملی خود را در سال ۱۹۷۲ میلادی انجام داد.